# روبن هود
روبن هود (بالإنجليزية: Robin Hood)‏ هو شخصية إنجليزية برزت في الفلكلور إلانجليزي وهي تمثل فارسا شجاعا، مهذبا، طائشا وخارجا عن القانون، عاش في العصور الوسطى وكان يتمتع ببراعة مذهلة في رشق ورمي السهام. تمثل أسطورة روبن هود في العصر الحديث شخصا قام على سلب وسرقة الأغنياء لأجل إطعام الفقراء، بالإضافة لذلك حارب روبن هود الظلم والطغيان. كان يعمل هو ومجموعته القوية المسمية (ميري من) ومعناها الرجال المبتهجون، المكونة من 140 شخصا معظمهم من اليومن (أبناء الطبقة المتوسطة) في غابات شيروود في محافظة نوتنغهامشير بالقرب من مدينة نوتنغهام.

## قصة روبن هود

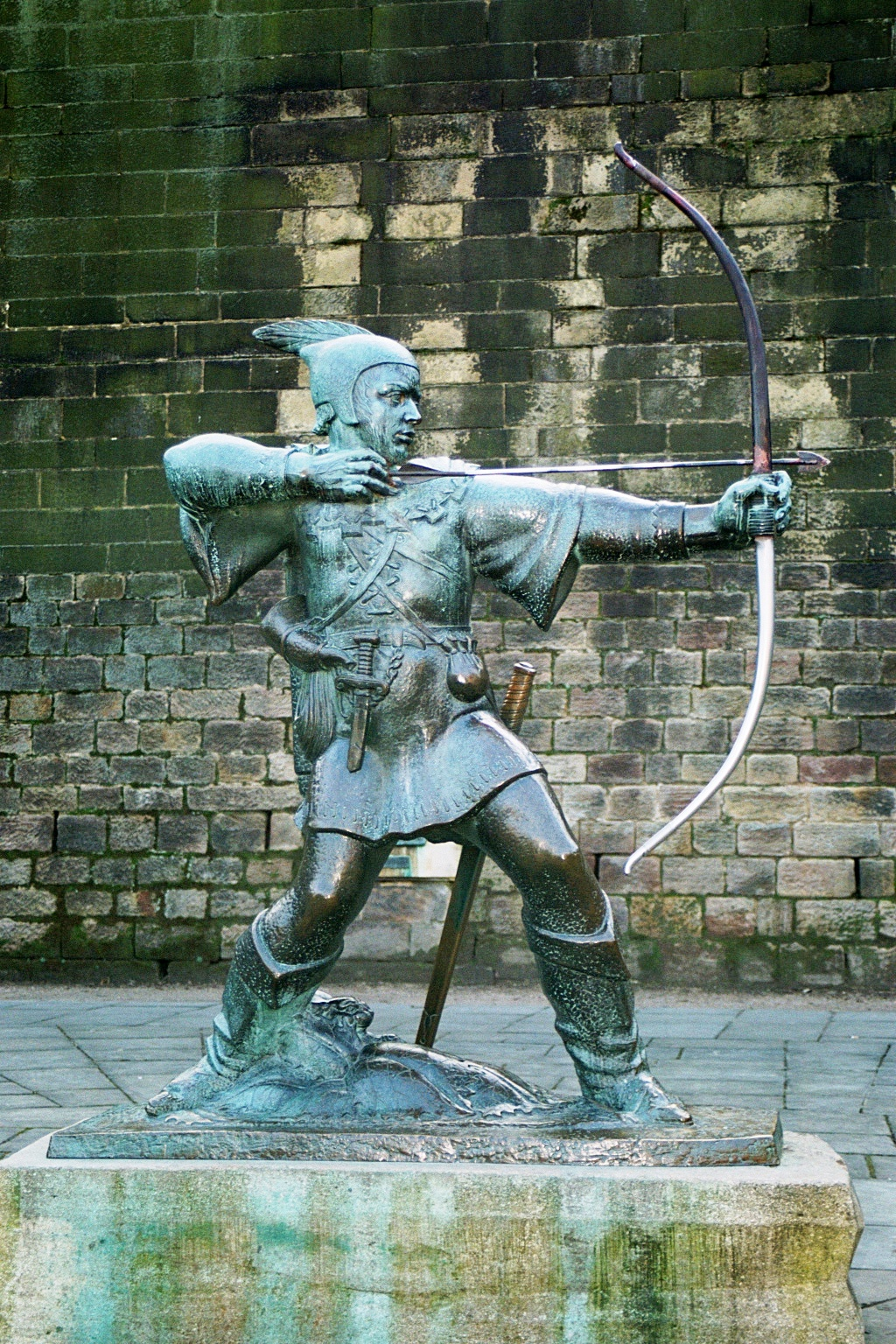
نصب تذكاري لروبن هود في مدينة نوتينغهام

تعكس قصص روبن هود الأفكار والعادات والتقاليد التي كانت سائدة في إنجلترا في القرون الوسطى. كان المجتمع الإنجليزي آنذاك يضم فئة قليلة من الأسياد الأثرياء وفئة كبيرة من الفقراء. وثمة فئة الخارجين على القانون. وكل فئة من هذه الفئات لها قيم وعادات خاصة بها.
كان روبن هود رجلا خارجاً عن القانون، كان يعيش مع أنصاره في غابات شيروود الملكية، واشتهر بشجاعته وفروسيته وبإسراعه إلى مساعدة المحتاجين ومناصرة المظلومين عندما يكونون في حال خصام مع الأسياد الذين يستخدمون السلطة بطريقة غير عادلة ولا شرعية.

## تعدد الروايات
لاتوجد رواية ثابتة عن روبن هود وعن أعدائه. في الكثير من قصصه عدوه اللدود شريف نوتينغهام، حيث يقوم الشريف بتجاوزات خطيرة منها الاستيلاء على الأراضي وفرض الضرائب وظلم واضطهاد الفقراء، وفي بعض الحكايات الخصم هو الأمير جون نسبه لجون ملك إنجلترا الذي كان ظالما بعكس أخيه المتسامح ريتشارد. كان روبن هود في بعض النسخ شريفا من منطقة لوكسلي حرمه رجال الكنيسة من أملاكه وأراضيه. كان روبن في رواية أخرى محاربا في الحملة الصليبية الثالثة ليكتشف بعد عودته لإنجلترا أن أراضيه سلبت من شريف نوتينغهام. وفي بعض الحكايات هو بطل من الشعب هدفه محاربة الفساد والقمع. وفي رواية أخرى عبارة عن شخص متغطرس ومتهور يقود مجموعة من المتمردين الذين يستلذون سفك الدماء. والواقع أن روبن هود قصصه تختلف في كل فترة من التاريخ. ولكن ما يثبت وجوده هو تكرار اسمه في الكثير والروايات عبر التاريخ الإنجليزي.

### أقدم الإشارات لروبن هود
لم تكن أول إشارة لروبن هود حادثة تاريخية أو قصيدة شعبية تسرد أعماله البطولية ولكن كانت إشارات عن شخصه في أعمال ادبية مختلفة. فمنذ العام 1228 ظهر اسم روبن هود في العديد من المحاكم الإنجليزية علي لسان القضاة. ويرجع تاريخ أغلب هذه الإشارات الي اواخر القرن الثالث عشر. وتوجد ثمانية إشارات علي الاقل لشخصية روبن هود في العديد من الضواحي الإنجليزية من بيرك شاير جنوبا إلى يورك شمالا.
استخدم الاسم أيضا في عريضة قدمت للبرلمان الإنجليزي ليصف مجرما متجولا في عام 1439 من ويكفيلد (Wakefield) في يوركشاير.
اشار الكاتب الإنجليزي وليم شكسبير الي روبن هود في مسرحية سيدي فيرونا في اواخر القرن السادس عشر. فبعد نفي فالانتاين من ميلان وارساله بعيدا للغابات قابله مجموعة من الخارجين علي القانون وطلبوا منه ان يكون قائدهم ليصبحوا بذلك مثل عصابة روبن هود.

## روبن هود بين الحقيقة والخيال
في برنامج ملفات محيرة، الذي بثته قناة ناشيونال جيوغرافيك، قيل أن المؤرخين بحثوا في ملفات قديمة ووجدوا عدة مراجع تشير إلى وجود روبن هود حقيقي، إذ أمضوا سنوات طويلة في التحقيق في ملفات تعود للقرون الوسطى. هناك قصص قليلة تتحدث عن بطولات روبن هود، لكن أغنيتن روائيتين شائعتين تحملان دلائل تشير إلى هويته، الأولى هي الأغنية الشعبية روبن هود والراهب وعمرها أكثر من 500 سنة، إذ نُظمت في كنسية القديسة مريم في وسط نوتينغهام.

## قلعة نوتنجهام
قلعة نوتنغهام الواقعة فوق نتوء صخري بقرب غابة شيروود في منطقة نوتنغهام شاير في إنكلترا واللتين يعرفهما الكثيرون من خلال أسطورة روبن هود الفارس الذي يقاتل لنصرة الضعفاء.
موقع القلعة الحالي كان موقعا سابقا لحصن في القرن الحادي عشر لكنه دمر في فترة الحرب الأهلية البريطانية، ليتم بناء مبنى فاخر ومميز هو قلعة نوتنغهام وذلك عام 1674، وفي عام 1875 تحولت القلعة إلى متحف ومعرض فني كما هو الحال اليوم.
تعتبر قلعة نوتنغهام المعلم السياحي الرئيسي في المدينة وهي تجذب السياح لرؤيتها وحضور العروض التي تقدمها وأحد أكثر العروض شعبية هو «موكب روبن هود»، وتستضيف المدينة الكثير من السياح المحليين والأجانب إذ وصل تعداد السياح الأجانب في عام 2003، إلى 247 ألف سائح.
معارض القلعة تقدم الكثير من التحف الأثرية والتاريخية المتعلقة بالمدينة وبتاريخ إنكلترا، ويمكن للزوار بعد التمتع بجولة في القلعة احتساء قهوتهم في مقهى القلعة أو شراء الهدايا من متجر التذاكر المجاور، كما توفر القلعة ساحة للعب الأطفال وجولات للكهوف المجاورة لمرافقة السياح كي لا يتوهوا أو يعرضوا أنفسهم لأي خطر بسيط.
يمكن الوصول بسهولة إلى نوتنغهام عبر محطة القطار من أي مدينة في إنكلترا وثم المشي عشر دقائق من المحطة وصولا للقلعة، وتوجد لافتات بنية اللون مخصصة لإرشاد السياح للقلعة، والفترة الأمثل للزيارة هي في أشهر الصيف حيث يكون نشاط القلعة والسياح في ذروته وتكلفة الدخول هي خمسة باوندات للشخص.

## روبن هود في التلفزيون والسينما
- روبن هود (فيلم 2010)
- روبن هود: السهم الناري